# 1 Aquarii
1 Aquarii, som är stjärnans Flamsteed-beteckning, är en dubbelstjärna belägen i den östra delen av stjärnbilden Vågen. Den har en skenbar magnitud på 5,15 och är svagt synlig för blotta ögat där ljusföroreningar ej förekommer. Baserat på parallaxmätning inom Hipparcosuppdraget på ca 12,7 mas, beräknas den befinna sig på ett avstånd på ca 257 ljusår (ca 79 parsek) från solen. Den rör sig närmare solen med en heliocentrisk radiell hastighet på -41 km/s.

## Egenskaper
Primärstjärnan 1 Aquarii A är en orange till gul jättestjärna av spektralklass K1 III, som för närvarande befinner sig på den horisontella grenen och genererar energi genom fusion av helium i dess kärna. Den har en massa som är ca 1,5 gånger större än solens massa, en radie som är ca 11 gånger större än solens och utsänder från dess fotosfär ca 54 gånger mera energi än solen vid en effektiv temperatur av ca 4 700 K.
1 Aquarii är en enkelsidig spektroskopisk dubbelstjärna med en omloppsperiod på 5,355 år och en excentricitet på 0,368. Följeslagarens massa verkar liten, vilket tyder på att den är en röd dvärg som inte har högre spektralklass än M5. Förutom den spektroskopiska följeslagaren finns det två svaga optiska följeslagare som inte har någon fysisk anknytning till 1 Aquarii.